# Yvan Martel
Yvan Martel (* 5. Januar 1970) ist ein französischer Mathematiker.
Martel studierte seit 1989 an der École polytechnique und erhielt 1993 seine DEA mit einer Arbeit über nichtlineare und numerische Analysis. 1996 wurde er bei Haïm Brezis an der Universität Paris VI promoviert (Thèse de Doctorat) und 2000 an der Universität Cergy-Pointoise habilitiert (bei Jean Ginibre).
Er befasst sich mit verschiedenen partiellen Differentialgleichungen der mathematischen Physik (Solitonenlösungen u. a.). Dabei arbeitete er viel mit  Frank Merle zusammen (unter anderem Blow-up der verallgemeinerten Korteweg-de-Vries-Gleichung) und zum Beispiel mit Carlos Kenig.
Von 1997 bis 2004 war er Maître de conférences an der Universität Cergy-Pontoise (wobei er von 2002 bis 2004 an die École Polytechnique abgestellt war, wo er danach auch in Teilzeit Professeur Chargé de Cours war). Er war von 2004 bis 2012 Professor an der Universität Versailles-Saint Quentin, ist seit 2012 Professor an der École Polytechnique und forscht am  Centre de Mathématiques Laurent Schwartz.
2008 war er eingeladener Sprecher auf dem Europäischen Mathematikerkongress in Amsterdam. 2018 war er eingeladener Sprecher auf dem Internationalen Mathematikerkongress in Rio de Janeiro. 2008 bis 2012 war er Junior Mitglied des Institut Universitaire de France. 2024 erhielt er den Sophie-Germain-Preis der französischen Akademie der Wissenschaften.

## Schriften (Auswahl)
- mit Merle, P. Raphaël:  Blow up for the critical gKdV equation I: dynamics near the soliton, Acta Math., Band  212, 2014, S. 59–140, Teil 2: minimal mass dynamics, J. of Math. Eur. Soc, Band. 17, 2015, S. 1855–1925, Teil 3: III: exotic regimes, Annali della Scuola Normale Superiore de Pisa, Band 14, 2015, S. 575–631
- mit Merle: Description of two soliton collision for the quartic gKdV equation, Annals of Mathematics, Band 174, 2011, S. 757–857
- mit Merle: Asymptotic stability of solitons of the gKdV equations with a general nonlinearity, Mathematische Annalen, Band 341, 2008, S. 391–427.
- mit Merle, Tai-Peng Tsai: Stability in H1 of the sum of K solitary waves for some nonlinear Schrˆdinger equations, Duke Math. J., Band 133, 2006, S. 405–466.
- mit Merle: Stability of two soliton collision for nonintegrable gKdV equations, Communications in Mathematical Physics, Band 286, 2009,  S. 39–79.
- mit C.E. Kenig: Asymptotic stability of solitons for the Benjamin-Ono equation, Revista Matematica Iberoamericana, Band 25, 2009, S. 909–970.